# Ростислав Всеславич
Ростислав Всеславич (ок. 1070 — после 1130) — удельный князь в Полоцкой земле (возможно Лукомский) с 1101, один из младших сыновей полоцкого князя Всеслава Брячиславича.

## Биография
Почти все историки считают его и Святослава Всеславича младшими сыновьями Всеслава Брячиславича.  После смерти отца в 1101 году получил какой-то удел в Полоцкой земле. По мнению Войтовича это было Лукомское княжество. В своём уделе он правил до 1129 года, когда великий князь Киевский Мстислав Владимирович Великий совершил поход в Полоцкое княжество, захватив в плен всех полоцких князей и членов их семей, лишил их уделов и выслал их в Византию. В числе сосланных оказался и Ростислав. Больше о нём ничего не известно.

## Брак и дети
Имя жены Ростислава неизвестно. Также в летописях ничего не сообщается о детях Ростислава. Однако В. Н. Татищев считает, что упоминаемый в 1165 году Роман, получивший вместо Витебска города Василев и Красный был внуком Ростислава, указывая у него отчество Вячеславович.
Согласно «Русской геральдике» А. Б. Лакиера, он был сыном полоцкого князя Всеслава Чародея и назывался Ростиславом Всеславичем. Однако эта версия не выдерживается хронологически, и неизвестно, на какие факты ссылается Лакиер.
Н. А. Баумгартен на основании данных жития св. Евфросинии Полоцкой предположил, что именно Ростислав, а не Святослав Всеславич, является отцом Евфросинии. Тогда Ростислав должен быть младше Святослава и именно он, а не Святослав должен носить крестильное имя Георгий. Эта гипотеза основана на том, что сын Святослава упомянутый в летописи (Василько Святославич) неизвестен житию, а сыновья князя Георгия, отца Евфросинии, Давыд и Вячко известные по житию неизвестны летописи. Гипотеза не является общепринятой, хотя иногда Ростиславу указывают дополнительно имя Георгий.

## Комментарии
1. ↑  В разных списках "Повести временных лет" под 1070 годом указаны рождения Ростислава Всеславича и Ростислава Всеволодовича. Считается, что изначально речь шла все же о Ростиславе Всеволодовиче.
2. ↑  При перечислении полоцких князей сосланных Мстиславом Великим в Византию последним из Всеславичей летописец указал Святослава, а Ростислава поставил перед ним, что является косвенным свидетельством того, что Ростислав был старше Святослава.